# Los elegidos (Marianne Curley)
Los elegidos (en inglés:The Named) es una novela fantástica escrita por Marianne Curley en el año 2002. Es la primera parte de la trilogía Los guardianes del tiempo. 

## Trama
El libro narra las aventuras de Ethan, un joven Guardián del Tiempo. Los Guardianes del Tiempo son los miembros de una sociedad secreta cuya misión consiste en proteger el planeta de la Orden del Caos, un grupo de seres malvados dirigidos por la diosa Lathenia, dedicados a cambiar el curso de la Historia para su beneficio personal. Tanto los miembros de la Guardia como los de la Orden tienen la capacidad de viajar a cualquier momento y lugar del pasado, pero no del futuro. Existe una Profecía que afirma que los Guardianes del Tiempo conseguirán la victoria al final, pero Lathenia y los miembros de la Orden hacen todo lo posible por cambiarla. La historia empieza cuando Ethan se convierte en el instructor de Isabel, una chica con grandes poderes. Marduke, amante y siervo de Lathenia, intentará matar a Isabel y Ethan en el transcurso de sus misiones en el pasado. Aunque al final nada será lo que parece con la traición hacia ambos lados y la verdad sobre la profecía y el amor.

## Personajes principales
Ethan: Es un adolescente miembro de la Guardia, y se toma muy en serio su misión. Ha sido instruido para ella desde muy pequeño. Nació con el don de mover los objetos con la mente y de crear poderosas ilusiones; más tarde se descubrirá que también tiene el don de reconocer instintivamente la llamada de la Profecía. En su casa hay ciertos problemas desde que su hermana mayor, Sera, murió a manos de Marduke, aunque solo su padre (que es un ex Guardián del Tiempo) sabe que fue así. El gran sueño de Ethan es conseguir las alas, se asignan a personas que son algo grande en la comunidad de los guardianes del tiempo.
Isabel: Es una adolescente de quince años intrépida y muy valiente, que practica muchos deportes y también es un poco escéptica. Por eso le cuesta creer que es un miembro de los Guardianes del Tiempo cuando Ethan, que será su instructor, se lo dice. Pero luego le cree y le encanta esa nueva vida, pese a los peligros que pueda entrañar. Tiene el poder de curar y el de ver el futuro. Cuando era pequeña estaba enamorada de Ethan y eso ara que entre esos dos se cree una confusión, pero el amor verdadero hará que llegue a tomar decisiones que jamás pensaba que tomaría. Ella es la alma gemela de Arkarian. 
Arkarian: Es el instructor de Ethan, y un Vidente de la Verdad, lo cual quiere decir que puede leer el pensamiento. Su don consiste en que paró de envejecer a la edad de los 18 años, y aunque es mortal, su vida es muy prolongada y ya cuenta seiscientos años. Se encarga de vigilar una esfera holográfica a través de la cual se pueden observar los distintos períodos de la Historia; así puede saber cuándo Lathenia y los miembros de la Orden están preparando un golpe. El es el alma gemela de Isabel.
Matt: Es un adolescente que desconoce que es un miembro de la guardia, solo cuando se ve involucrado para salvar a su hermana se da cuenta de lo que es, es el hermano mayor de Isabel, es sobreprotector y cuida a su hermana como si fuese su padre, el es hijo de un inmortal lo cual le otorga poderes especiales y indefinidos. el es el mejor amigo de Ethan y el exnovio de Rochelle, también es un líder innato que toma las decisiones para el bien común.
Rochelle: Es la novia de Matt, y siente atracción por Ethan. Es la espía de Marduke, el cual le encarga de romper la amistad entre Ethan y Matt. Es un miembro de la Orden. Tiene el poder de lanzar descargas eléctricas al contacto con su piel, también puede saber como son la personas solo con tocarlas y tiene la capacidad de estar conectado con la tierra.
Marduke: Es, por así decirlo, el "malo" del libro. En tiempos fue un miembro de la Guardia, pero todo salió mal cuando estaba cumpliendo una misión en el pasado con el padre de Ethan, Shaun. Marduke se enamoró de una joven que, en la Historia, debía morir, y le salvó la vida, lo que tendría nefastas consecuencias en el futuro. Shaun se enfrentó a él en un duelo en el que Marduke acabó desfigurado. Tras ese episodio, la mujer de Marduke le abandonó junto con su hija bebé. Marduke atribuyó esto al nuevo aspecto de su rostro y quiso por todos los medios vengarse de Shaun; por eso mató a su hija Sera. Shaun se retiró de la Guardia, horrorizado y deprimido, pero Marduke no se rendirá hasta que no tenga su venganza.
Lathenia: Es la Diosa del Caos y soberana de toda la Orden. Su objetivo es dominar el mundo, para lo cual manipula el pasado, causando desastres e intentando cambiar la Profecía, ella se alimenta del caos, la desorden y la maldad entre muchas otras cosas malas, ella es la causante de muchas de las enfermedades de existen de hoy en día. Es una inmortal, hermana de Lorian.

## Personajes secundarios
El señor Carter: Es el profesor de Historia de Ethan e Isabel, pero también es un miembro de la Guardia: en concreto, un Coordinador de la Ciudadela (la sede de los Guardianes del Tiempo, donde viven los miembros del Tribunal). 
Jimmy: Es el padrastro de Isabel y Matt y el creador de las trampas de la ciudad de Verdemar donde esta la profecía, el tiene el poder de crear cualquier cosa con unos pocos materiales, también lleva una doble vida siendo uno de los elegidos. Aunque tiene algunos problemas con sus hijastros el ara todo lo posible por cuidarlos y protegerlos, pero lo ara por amor o obligación. 
Shaun: El padre de Ethan y Sera; aunque su hija murió por un extraño incidente, a él no le detendrá nada hasta cumplir su misión, en él se le descubrirá su pasado y aunque hace todo lo posible por evitarlo no le quedara más remedia que salir allí y luchar. Al final se descubre que es un miembro de la guardia y se retiró por la muerte de su hija a manos de Marduke. 
Lorian: Líder de la Guardia e Inmortal, según el libro no posee ningún sexo, aunque se ve a inclinación al masculino. Su piel es brillante y sus ojos ovalados y violetas. Es imponente y muy pocos soportan sostenerle la vista. Siente algo muy fuerte por Lady Arabella , otra de los miembros del tribunal. 
El Tribunal: Está formado por nueve miembros, que son los que dirigen la Guardia, celebran los juicios y otorgan pequeños dones complementarios a los elegidos para ser Guardianes del Tiempo. Cada miembro está al mando de una Casa. Lo preside el inmortal Lorian, hermano de Lathenia y jefe de la llamada Casa de la Guardia. Sus otros miembros son: 
Lady Devine, de la Casa de la Divinidad.
Lord Meridian, de la Casa de Kavanah. 
La reina Brystianne, de la Casa de Averil.
Sir Syford, de la Casa de Syford. 
Lady Elenna, de la Casa de la Isla.
Lord Alexandon, de la Casa del Llanto. 
Lady Arabella, de la Casa del Cielo y el Agua. 
Lord Penbarin, de la Casa de Samartyne.

## La profecía
La profecía es una de las cosas más importantes del este libro; muestra todas las cosas importantes de lo que va a pasar y lo que a continuación se va a cumplir.
La profecía:
Antes de que el mundo pueda ser libre
será testigo del asesinato de la inocencia
en los bosques que hay sobre la antigua ciudad de Verdemar;
donde se revelan nuevas identidades.

Un rey llegará a gobernar,
pero no antes de que un líder de corazón puro se despierte
y un guerrero sin edad con alma antigua
lo guie con gracia y providencia.

Más cuidado, los nueve veran llegar y partir a un traidor,
lo que dará pie a una guerra larga y atroz,
y los elegidos se unirán con fuerza
aunque la desconfianza causará discordia.

Un bufón los protegerá, un escéptico abrigará dudas
y un joven y valiente guerrero perderá su corazón y morirá.
Sin embargo, nadie resultará victorioso hasta que un guerrero perdido regrese
y el intrépido retorne de un viaje guiado por la luz y la fuerza.

Pero atención, dos últimos guerreros provocarán dolor así como satisfacción.
De la desconfianza uno saldrá bien librado;
el otro, imbuido de maldad.
El uno resultara vencedor, y el otro vencido al encontrar la muerte.